# Antennella quadriaurita
Antennella quadriaurita är en nässeldjursart som beskrevs av James Cunningham Ritchie 1909. Antennella quadriaurita ingår i släktet Antennella och familjen Halopterididae. Inga underarter finns listade i Catalogue of Life.